# Maneaux
Jermano Ashwin van Rabenswaay, alias Maneaux, (Capelle aan den IJssel, 16 mei 1998) is een Nederlandse artiest en muziekproducer die vooral werkzaam is in de Nederlandse rapscene. 
Maneaux heeft veel samenwerkingen met artiesten waaronder: Murda, Yssi SB, OFB, D-Double, Henkie T, Jack, Sevn Alias, Josylvio, Kempi, LePrince, Anthony B, Re-Play en Tee Set.

## Carrière
In 2020 produceerde en componeerde Van Rabenswaay de #1 Trending single Paper zien (remix) van Yssi SB. Dit leverde hem een platina plaat op en tevens won dit nummer een Funx Music Award in de categorie Best video.

## Discografie

### Singles
| Jaar | Act | Nummer                    | Vlag van Nederland | Vlag van Nederland | Label             |
| Jaar | Act | Nummer                    | 100                | weken              | Label             |
| ---- | --- | ------------------------- | ------------------ | ------------------ | ----------------- |
| 2020 | Yssi SB                                                                                                 | Paper zien                | 5                  | 30                 | Quatro Vision     |
| 2020 | Yssi SB, D-Double, Henkie T, Jack, Sevn Alias & Josylvio                                                | Paper zien (remix)        | 5                  | 30                 | Quatro Vision     |
| 2020 | Yssi SB                                                                                                 | Freestyle (Un Deux Trois) |                    |                    | Quatro Vision     |
| 2020 | Kempi & La Baby La Jefa                                                                                 | Bandolien                 |                    |                    | Kempi College     |
| 2020 | LePrince, Jay REF, Shabba & Maneaux                                                                     | Put Away The Guns         |                    |                    | Iyah Music        |
| 2020 | Re-Play                                                                                                 | Wereldwonder              |                    |                    | Homebase Records  |
| 2020 | Maneaux & Tee Set                                                                                       | Ma Belle Amie             |                    |                    | Pseudonym Records |
| 2021 | LePrince, Maneaux, Delly Ranx, Anthony B, Maikal X, La Toya Linger, Jay REF, Shabba, Rawbird & Mr. Fedi | Guns Riddim               |                    |                    | Iyah Music        |
| 2021 | Maneaux, R.Rotjey, Ais, Ella Banks, Nathalie Blue & Shai                                                | Freaky                    |                    |                    | Ency              |
| 2021 | Yssi SB & Karma K                                                                                       | Handen Omhoog             |                    |                    | Quatro Vision     |
| 2022 | Murda & Kempi                                                                                           | Banana                    |                    |                    | Kempi College     |
| 2022 | OFB Dezzie                                                                                              | Nobody Move               |                    |                    | One Records       |
| 2022 | OFB Kush                                                                                                | Load Ah Cash              |                    |                    | OFB               |